# نمایش عروسکی
نمایش عروسکی تعریف سنتی عروسک‌های نمایشی به ما می‌گوید که عروسک نمایشی، ارائه و به نمایش درآوردن شکل ساختگی و مجازی زندگی در دو یا سه بعد است که یا در واقعیت یا در تخیل ریشه دارد و به وسیله مکانیزم‌های ساده ای، مجهز می‌شود تا عملکرد آن در ایفای نقش صحنه ای یک شخصیت نمایشی با مهارت صورت گیرد. به عبارتی کوتاه، عروسک شیئی است که مطابق با یک برنامه نمایشی معین ساخته می‌شود. در دوران معاصر، تعریف مدرن به ما می‌گوید که عروسک نمایشی، زمانی وجود و هستی می‌یابد که از آن بر روی صحنه استفاده می‌شود. هر چیزی، هر شیئی می‌تواند عروسک باشد به شرط آنکه به وسیله یک هنرمند انتخاب شده باشد تا بر روی صحنه، عملکردی از یک شخصیت را واقعیت ببخشد و هنرمند، عروسک را با دیدگاه و روش خاص خودش استفاده می‌کند.

عروسک خونه از مسابقات این حوزه است.

## قدمت و سابقه نمایش عروسکی در جهان
سابقه نمایش عروسکی در جهان، به دوران کهن باز می‌گردد. حدود هزاره سوم پیش از میلاد و تمدن‌های باستان. در زبان هندی واژه ای هست به نام " سوترادارا " که به معنای نگه دارندهٔ نخ هاست، این واژه تا مدت‌ها در هند مترادف با بازیگر بوده‌است. از سوی دیگر، نمایش‌هایی که در یونان باستان اجرا می‌شده به نوعی عروسکی بوده‌اند زیرا بازیگران ماسک‌های بزرگی به صورت می‌زدند و کفش‌های بزرگی به پا می‌کردند و گاهی برای اینکه صدایشان به تماشاگر برسد از بلند گوهای مخصوصی استفاده می‌کردند، با توجه به این موارد بازیگر به نوعی، تبدیل به عروسک (تن‌پوش) می‌شد. عروسک‌های نمایش عروسکی هزاران سال است که وجود دارند. شاید مهم‌تر از عروسک‌ها، شبه عروسک‌ها یا پیکره‌ها باشند که به اشکال شبه انسانی در میان اولین اجتماعات بشری ساخته شدند و نمایشگر اجداد و خدایان انسان‌های اولیه بودند. این پیکره‌ها دارای مفاهیم آیینی و جادویی نیز بودند چنان‌که با استفاده از آنها طلسم‌هایی به منظور جذب قدرت‌های پنهان و ماوراء طبیعه و به خاطر فراوانی محصول یا انتقام از دشمن ساخته می‌شدند.
ماسک‌ها، به‌خصوص ماسک‌های مفصل دار، از نظر تکامل یک یا دو مرحله قبل تر از عروسک‌های نمایشی هستند. هنگامی که یک رقصنده با ماسک، در برابر دیگر اعضای گروهش به بازیگری پرداخت، این عمل او آغاز بازی تئاتری و پلی برای تبدیل ماسک به عروسک شد. در طی قرون متمادی ماسک بند بندی و مفصل دار بتدریج از سر و صورت جدا شده و بالا رفت و در مقابل بدن نگه داشته می‌شد. بعدها نیز از بدن فاصله بیشتری گرفت و به وسیلهٔ حرکت دادن نخ‌هایی که به عروسک متصل می‌شد، به او حیات بخشیده شد.
این اعتقاد وجود دارد که نمایش عروسکی مدت‌ها قبل از تئاتر پدید آمده‌است. در اعصار کهن به قالب شخص دیگر درآمدن ممنوع و تابو محسوب می‌شد. اگر کسی وانمود می‌کرد فرد دیگریست یا نقش فرد دیگری را بازی می‌کرد، برایش مرگ قطعی را پیش‌بینی می‌کردند. در نتیجه تصور تئاتری با بازیگر غیرممکن بوده‌است. اما عروسک از چنین محدودیتی برخوردار نبود.
تئاتر در درجه اول سرگرمی است و بعد آموزش می‌دهد و تعالی می‌بخشد، تاریخ نمایش عروسکی به خوبی نشان می‌دهد که سرگرم سازی بزرگ‌ترین قدرت اینگونه نمایش است. عروسک از آغاز پیدایش تئاتر به عنوان جادوی بشر استفاده شده‌است. اگر عروسک‌ها همان عروسک بازی بچه‌ها باشند که اتاق بچه‌ها را ترک کرده‌اند تا روی صحنه ظاهر شوند، ممکن است چیزی چون احساس مادری داشته باشند و اگر آنها فرزندان تمثال‌های مذهبی باشند، ممکن است شکوه مذهبی داشته باشند؛ ولی وقتی آنها در صحنهٔ تئاتر، زنده می‌شوند، جاذبهٔ چشم گیرشان تنها به خاطر تئاتر است.
در واقعیت هیچ شی بی جانی، حتی عروسک نمایشی نمی‌تواند جاندار شود، البته در صورتی که مهارت بازی دهنده را در به حرکت درآوردن آن در نظر نگیریم. اشیایی مانند آجر، یک تکه پارچه، یک لنگه کفش یا بطری، می‌تواند عملکرد یک شی زنده را در فانتزی مشترک انسان‌ها کامل کند و بعد آن شی می‌تواند حرکت کند، بخندد یا گریه کند. دختر بچه ای بر یک تکه چوب، پارچه می‌پوشاند و آن را به یک بچه تبدیل می‌کند و آن را راه می‌برد، تبدیل این تکه چوب به بچه با مجموعه ای از فانتزی مشترک و خلاق توسط هر شخصی می‌تواند صورت پذیرد. بدون فانتزی مشترک، درک اثر هنری غیرممکن خواهد بود. به هرحال فانتزی مشترک، در ساده‌ترین و متقاعد کننده‌ترین و غیر منطقی‌ترین شکل خود در بازی‌های کودکان رخ می‌نماید.
ماندگاری نمایش عروسکی بالغ بر ۴۰۰۰ هزار سال، مرهون تمایل و علاقه شدید انسان به جان بخشیدن به اجسام بی جان در کارهای نمایشی و همچنین انواع راه‌های ویژه ای است که در آن، نمایش عروسکی با شنوندگان و بینندگانش ارتباط برقرار می‌کند. نمایش عروسکی بیشتر مبتنی بر حرکت عروسک است تا دیالوگ و متن. عروسک معمولاً قادر به ابراز احساسات روحی پیچیده نیست. اما عروسک دقیقاً همان چیزی را اجرا می‌کند که ما از او می‌خواهیم نه بیشتر و نه کمتر. خارج از اجرایش هویتی ندارد. عروسک از بسیاری از محدودیت‌های فیزیکی انسانی آزاد است. هنرمندانی چون: مولیر، کانسیتو، گوردون کریگ و گوته همگی علاقه خاصی به این هنر داشتند و از بزرگ‌ترین حامیان آن بودند.

## قدمت و سابقه نمایش عروسکی در ایران
سابقه نمایش عروسکی در ایران، به دوران پیش از اسلام بازمی‌گردد. نمایش‌های عروسکی در ایران را ما امروزه با به کار بردن دو عنوان «سایه بازی» و «خیمه شب بازی» از هم جدا می‌کنیم، اما در قدیم این دو نمایش به دلیل شباهت‌های ظاهری، مجموعه واحدی به‌شمار می‌رفته‌است، و هنوز دانش نظری نمایش، آن دقت را نیافته بود که به هر یک نامی جداگانه بدهد. در سایه بازی، داستان با حرکات چند عروسک که در برابر یک منبع نور، سایه‌هایشان بر پرده می‌افتاد نشان داده می‌شد. اما در خیمه شب بازی، تماشاگر مستقیماً عروسک‌های متحرک با بعد و رنگ را بر صحنه می‌دید و نه سایه‌هایشان را. در ظاهر، عوامل و وسایل هر دو بازی یکی است، ولی عملاً در نوع عروسک‌ها تفاوتی است که تفاوت‌های فرعی تری را به دنبال می‌آورد: عروسک در سایه بازی، از چرم کدر و گاهی هم بر عکس، از پوستی شفاف و ظریف (که نور از آن بگذرد) ساخته می‌شد، به این ترتیب ساختن مفاصل حرکتی در سایه بازی، کاری ظریف و مشکل و حرکت دادنش با نخ نا ممکن بوده‌است؛ زیرا وزن سبک عروسک سبب می‌شد که حرکت دادن یکی از اعضاء، تمامی بدن را به حرکت آورد، پس در سایه بازی، عروسک‌ها با نی‌های نازک حرکت داده می‌شدند. اما عروسک خیمه شب بازی از پارچه و چوب و … ساخته می‌شد و ساختن مفاصل حرکتی و جنباندن دست و سر و پا در آن، مشکل عروسک سایه بازی را نداشت و چون وزن کافی عروسک مانع از تکان‌های زائد می‌شد می‌توانستند آن را با نخ یا رشته‌هایی دیگر به حرکت درآورند.
نمایشگران ما بیشتر دوره‌گرد بوده‌اند و رواج نمایش‌های عروسکی شاید از آن جهت بوده‌است که این بازی‌ها دارای وسایل و ابزار سبک و قابل حمل بوده و قابل جمع و جور شدن، حتی در یک صندوق بوده‌است و نمایشگر دوره‌گرد با رفتن به هر مکان تازه و ساختن با شرایط و مردم آنجا سبب می‌شده که بر وسعت قصه‌های عروسکی و قهرمانان عامیانه اش افزوده شود و هم عنوان‌های تازه ای برای این بازی‌ها بین عوام پدیدار شود. در دورهٔ صفویه که سفرهای تجاری بازرگانان ایران از راه دریای عمان به هند فراوان شد، بسیاری از مسافران ایرانی، در هند، بازی‌های عروسکی آن دیار را دیدند و پسندیدند و برخی عروسک‌های آنها را (بیشتر از بمبئی) با خود به جنوب ایران آوردند.

## انواع عروسک‌های نمایشی
انواع عروسک‌های نمایشی که امروزه مورد استفاده قرار می‌گیرند، می‌توان به چهار گروه تقسیم کرد: عروسک‌های دستی یا دستکشی، عروسک‌های میله ای، عروسک‌های خیمه شب بازی و عروسک‌های سایه، اما گروه دیگری نیز از این عروسک‌ها وجود دارد که از ترکیب انواع عروسک‌ها با هم ساخته می‌شوند.

## انواع نمایش های عروسکی
- نمایش عروسکی ماپت که خاستگاه آن آمریکا بوده و سپس به سایر نقاط جهان گسترش یافته است.
- نمایش عروسکی نخی که در آن عروسک ها به وسیله نخ تحت کنترل عروسک گردانان می باشند.این نوع نمایش قدمتی بیش از 1000 سال دارد و معروفترین عروسک آن در ایران عروسکی به نام مبارک می باشد.
- نمایش عروسکی تن پوش که در آن عروسک گردان لباس کاملی که خود عروسک می باشد را به تن نموده و به حرکات نمایشی می پردازد.
- نمایش عروسکی سیاه که در آن تمام پس زمینه، لباس عروسک گردانان و تمامی اجزای صحنه سیاه بوده و بیننده فقط عروسک نمایش را خواهد دید.
- نمایش عروسکی سایه ای که با تفکرات دینی، عرفانی، شعر و افسانه ارتباط تنگاتنگی دارند و در کشور ژاپن بسیار رایج است.
- نمایش عروسکی دستکشی که در آن عروسک گردان عروسک های مورد نظر را در داخل دست کرده و با کمک انگشتان خود نمایش عروسکی را اجرا و عروسک را کنترل می کند.

## معرفی نمایش‌های عروسکی معروف ملل
خیمه شب بازی و سایه بازی در ایران/ بونراکو در ژاپن/ وایانگ کولیت، نمایش عروسکی سایه در اندونزی / کاتپوتلی در ایالت راجستان در شمال غربی هند / رامایانا و مهابهاراتا، دو حماسه بزرگ سانسکریت که نمایش‌های عروسکی اولیه هند عمدتاً به این دو حماسه مربوط می‌شوند / و…

## عروسک‌های سنتی و شناخته شده در دنیا
مبارک در ایران/ پهلوان کچل در ایران/ قره گوز در ترکیه (عثمانی)/ کورو در چین / کاسپرل در آلمان / پانچ و جودی در انگلستان / پولچینلا در ایتالیا / پولشینل و گینیول در فرانسه/ پتروشکا در روسیه / ماپاتاکو در رم / و…

## تعاریف

### عروسک نمایشی
عروسک پیکره ای بی جان است که به کوشش انسان ساخته می‌شود تا در مقابل تماشاگر به حرکت در آید. این تعریف بیل برد از عروسک است. امروزه تعاریف مختلفی در این زمینه وجود دارد. 

 به گفته هنریک یورکفسکی «عروسک هنگامی عروسک است که سه نظام نشانه ایی (حرکت، سخن و طراحی) را در اختیار بگیرد. هر سه این عناصر دارای اهمیت هستند، ولی می توان گفت که مهمترین عنصر عروسک، حرکت است. زیرا حرکت اولین عنصری است که در برخورد با تماشاگران، تهییج آنها را برای چیزی که عروسک در واقع ندارد(حرکت) که همان جان و زندگی است، بر می انگیزاند. » شاید بتوان تعریف عروسک را اینگونه بیان کرد: « موجودی که به آن طراحی، حرکت و اغلب سخن داده می شود، به شیوه ایی که تماشاگران تصور کنند این موجود یا شیء، زندگی و جان دارد.» 

 امروزه صدها هزار عروسک در گروه‌های نمایشی دنیا وجود دارند که به شیوه‌های بسیار متنوعی به اجرا در می‌آیند.

### هدایت عروسک یا بازی دهنده عروسک
از نظر «ابراتسف» آنچه اهمیت دارد قابلیت‌های حرکتی بازی دهندگان عروسک است و کیفیت در ظرافت کار آنهاست. بازی دهنده به عروسک جان می‌بخشد و انرژی، احساسات، عواطف و درونیات خود را به آن منتقل می‌کند و دانش و تحلیل خود را از نقش به کار می‌بندد و در نهایت، نتیجه را که تصویری کامل از شخصیت نمایشی است پیش رو می‌گذارد. یک بازی دهنده باید نقش را بشناسد، آن را تحلیل کند و باهوش و خلاق باشد. در کنار این موارد باید مجهز به هر آنچه یک بازیگر ماهر نیازمند است باشد زیرا او در حال جان بخشیدن به جسمی بی جان است.

## نگارخانه

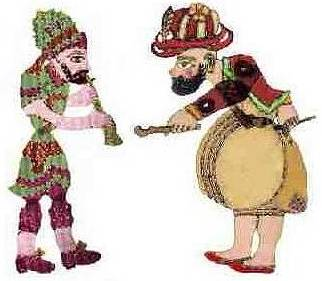
عروسک قره‌گوز
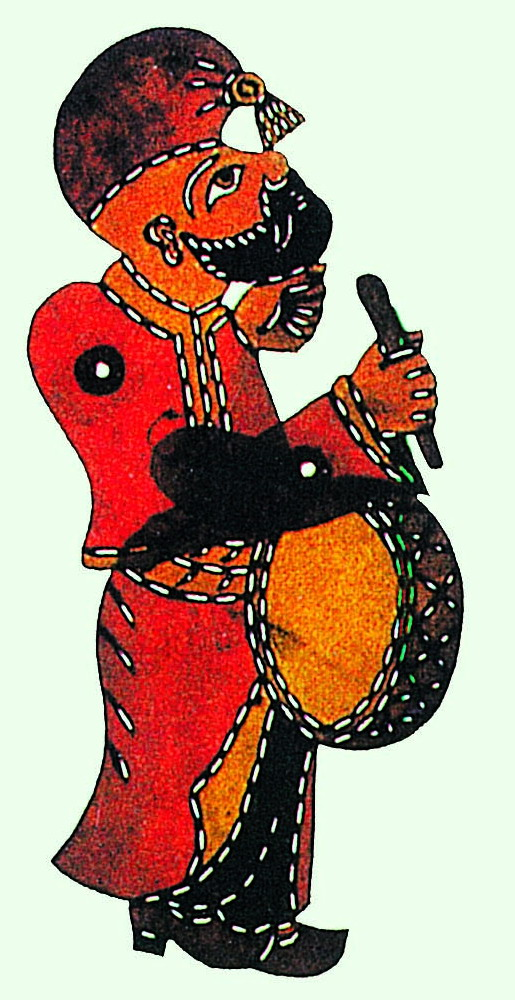
عروسک قره‌گوز
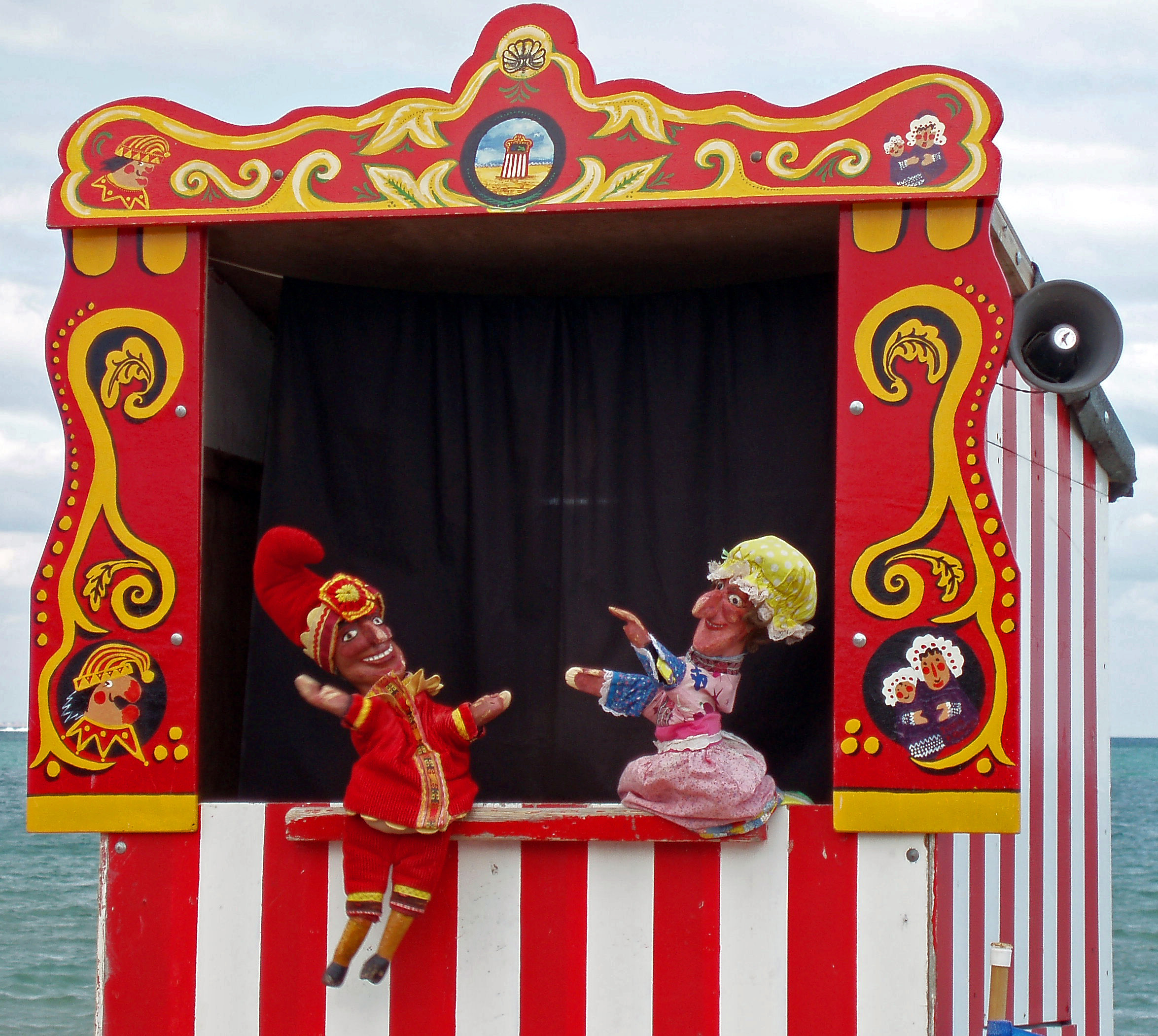
خیمه‌شب‌بازی سنتی بریتانیایی به نام پانچ و جودی.
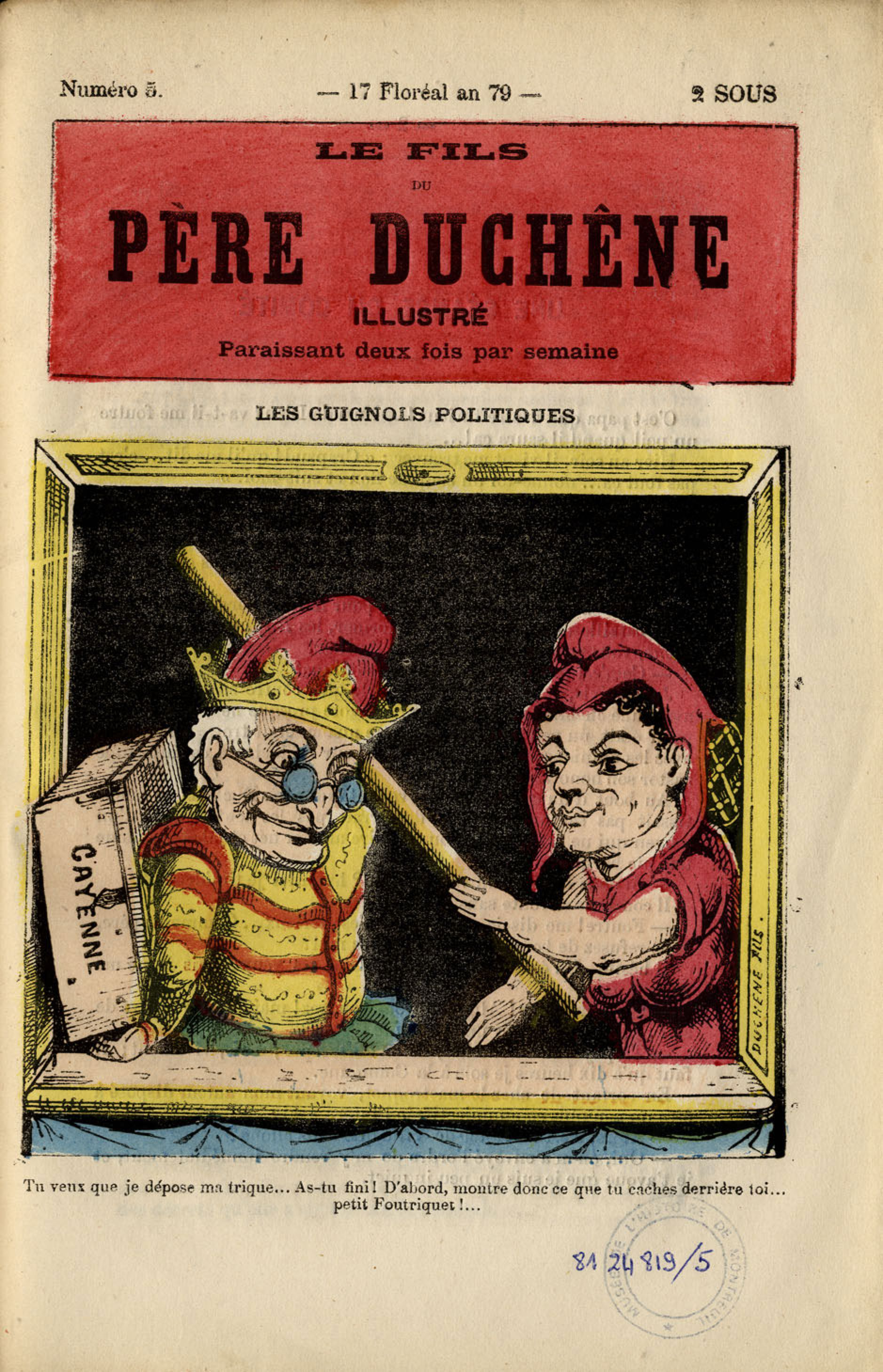
عروسک پولچینلا
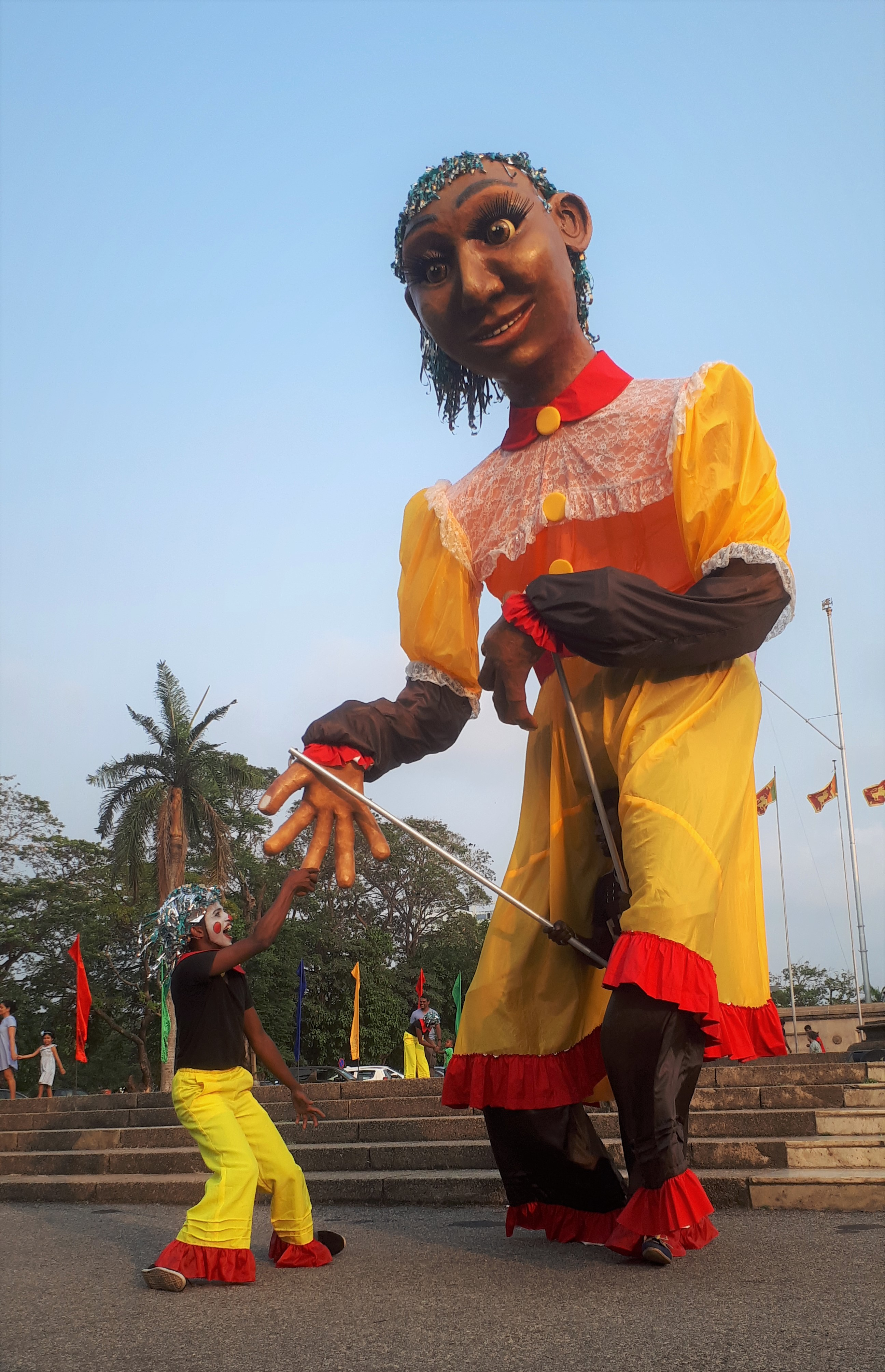
عروسک غول پیکر
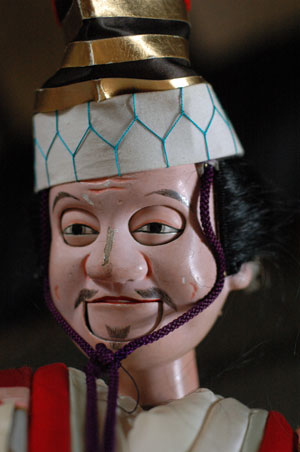
عروسک سانباسو ( ژاپن )